# Eminenz (Band)
Eminenz ist eine deutsche Black-/Death-Metal-Band aus Annaberg-Buchholz.

## Bandgeschichte
Eminenz gründete sich 1989 im Line-up Karsten „Zwerg“ Breitung (Gitarre), Butcher (Gitarre), Heiko „Darkman“ Müller (Bass), Iten (Schlagzeug) und Leviathan (Gesang). Bereits im Herbst 1989 kam es zu ersten Auftritten in Jugendclubs. Als die norwegische Band Mayhem 1990 nach Deutschland kam, war Eminenz die Vorgruppe. Der Mayhem-Auftritt in Leipzig wurde später unter dem Titel Live in Leipzig veröffentlicht. Bis 1992 veröffentlichte die Gruppe insgesamt vier Demos, bevor sie 1993 einen Plattenvertrag bei Lethal Records unterschrieb. Vor den Aufnahmen zum Debütalbum stieß Keyboarder Benedikt Kern zu Eminenz.
1994 erschien das Album Exorial. Nach der Veröffentlichung stieg Breitung aus, um sich auf sein Soloprojekt Belmez zu konzentrieren. Auch Kern verließ die Gruppe wieder. 1995 stiegen Lorenzo (Keyboard) und Black Abyss von Andras (Bass) zur Gruppe. Zusammen veröffentlichte Eminenz das zweite Album The Heretic. 1997 durfte Eminenz als Referenz zu den Konzerten 1990 wieder für Mayhem eröffnen. Zusätzlich wurde Mayhem von Marduk unterstützt. Auch diesmal wurde wieder ein Mayhem-Auftritt mitgeschnitten und als Live in Bischofswerda als CD und VHS veröffentlicht.
1998 unterschrieb Eminenz bei Last Episode. Originalmitglied Iten verließ die Gruppe und wurde durch Heretic ersetzt. 2000 wurde dann das vierte Album The Blackest Dimension veröffentlicht. Danach legte die Gruppe eine Pause ein und trat bis 2006 nur noch vereinzelt, unter anderem im Vorprogramm von Rotting Christ auf.
Mit Sus (Keyboard) und Asmon (Schlagzeug) wurden zwei neue Mitglieder aufgenommen. Black Abyss wechselte zur Gitarre. 2007 erschien das bis dato letzte Album Eminenz auf Miriquidi Productions. Zur Gruppe gehören zur Zeit Leviathan (Gesang), Darkman (Gitarre), Black Abyss (Gitarre), Mindworm (Bass) und Shardik (Session-Schlagzeug).
2009 erschien die Best-of Two Decades of Blasphemy als Eigenveröffentlichung. Das Album erschien im A5-Digipak und limitiert auf 500 Exemplare. 2011 erschien das Album Nemesis Nocturna, ebenfalls im Eigenvertrieb.

## Stil und Bedeutung
Obwohl Eminenz mit ihrer Mischung aus Black-, Thrash- und Death Metal eher letzterer Musikrichtung zuzuordnen ist, gilt die Band doch als Wegbereiter für die deutsche Black-Metal-Szene, nicht zuletzt durch ihre Rolle als Vorgruppe für Mayhem 1990 (damals war sie eher dem Thrash Metal zuzuordnen) und 1998 bei ihrem ersten Auftritt nach der Neugründung. Die Band selbst bezeichnet ihren Stil wahlweise als Black Metal oder legt Wert auf die Bezeichnung Death Metal. Ihr Debüt wird von Metalmessage als „tiefschwarzer Black Metal der gehässigsten Sorte“ bezeichnet, das dritte Album Anti-Genesis im Nordic Vision als pathetisch, unoriginell und zu keyboard-lastig; der Band zufolge ist die Dominanz des Keyboards im Klang „auf einen kleinen Fehler beim Abmischen und Digitalisieren der Scheibe zurückzuführen“. Tom Lubowski hob in seiner Kritik zu Diabolical Warfare im deutschen Metal Hammer hervor, dass das „aus der Schnittmenge von Black, Death und Thrash Metal [geformte] […] DIABOLICAL WARFARE […] zwar bei weitem nicht den gängigen Vorstellungen von heutigem Schwarzmetall“ entspräche, „in Kombination jedoch mindestens genauso finster und hasserfüllt ist“.

## Diskografie

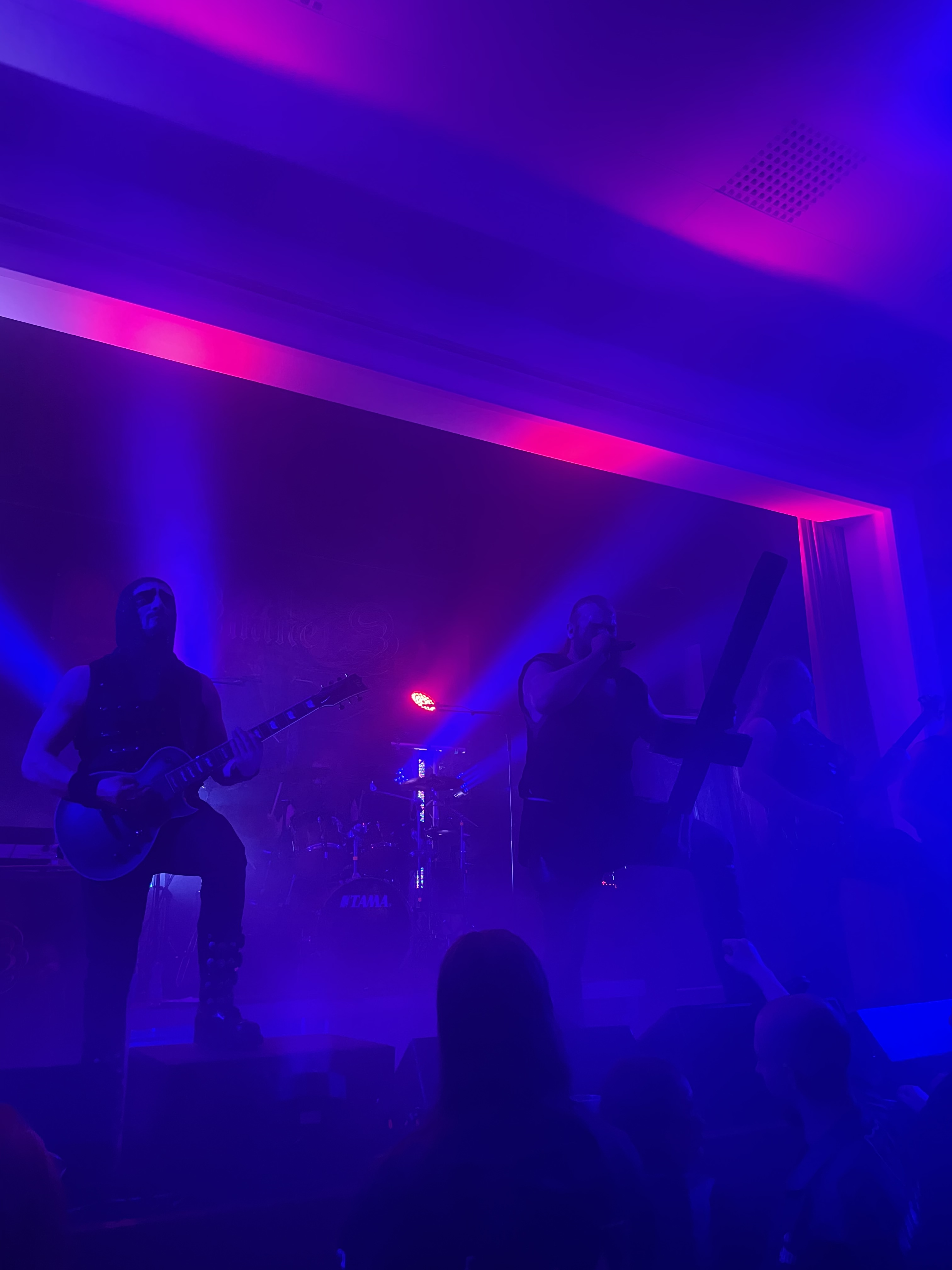
Eminenz Live auf dem "Walpurgis Noctem" 2022

### Demos
- 1990: Slayer of My Daughter
- 1991: Necronomicon Exmortis
- 1992: Ghost
- 1992: Preacher of Darkness
- 2001: Death Fall (Kompilation im CD-Format)

### Alben
- 1994: Exorial (Lethal Records)
- 1996: The Heretic (Lethal Records)
- 1998: Anti-Genesis (On the 8th Day I Destroy Godcreation) (Last Episode)
- 2000: The Blackest Dimension (Last Episode)
- 2007: Eminenz (Miriquidi Productions)
- 2010: Two Decades of Blasphemy (2CD, Eigenveröffentlichung)
- 2011: Nemesis Noctura (Eigenveröffentlichung)
- 2021: Diabolical Warfare (Northern Silence Productions)